# Saint-Vincent-la-Châtre
Saint-Vincent-la-Châtre är en kommun i departementet Deux-Sèvres i regionen Nouvelle-Aquitaine i västra Frankrike. Kommunen ligger i kantonen Melle som tillhör arrondissementet Niort. År 2022 hade Saint-Vincent-la-Châtre 599 invånare.

## Befolkningsutveckling
Antalet invånare i kommunen Saint-Vincent-la-Châtre
| Referens: INSEE |